# V6 (SNCF)
L'autorail V6 Infra est un véhicule automoteur utilisé pour la surveillance des voies.
Il a été fabriqué par Matisa,sous la désignation M1200,.